# Општина Силитла (Сан Луис Потоси)
Силитла (шп. Xilitla) општина је у Мексику у савезној држави Сан Луис Потоси. Општина се налази на надморској висини од 638 м.

## Становништво
Према подацима из 2010. у општини је живело 51498 становника.

### Хронологија
| Година       | 2000                  | 2005                  | 2010                  |
| ------------ | --------------------- | --------------------- | --------------------- |
| Становништво | 49578 (25083 / 24495) | 50064 (24911 / 25153) | 51498 (25484 / 26014) |

### Попис
| \| \| м \| \| \| ж \| \| 0—2 \| 1.756 \| \| \| 1.637 \| \| 3—5 \| 1.862 \| \| \| 1.880 \| \| 6—11 \| 4.152 \| \| \| 4.110 \| \| 12—14 \| 1.998 \| \| \| 1.904 \| \| 15—17 \| 1.886 \| \| \| 1.845 \| \| 18—24 \| 2.652 \| \| \| 2.945 \| \| 60+ \| 2.831 \| \| \| 2.638 \| \| Просек : \| 26,6 \| \| \| 26,9 \| |       |  |  |       |
| |       |  |  |       |
| | м     |  |  | ж     |
| 0—2 | 1.756 |  |  | 1.637 |
| 3—5 | 1.862 |  |  | 1.880 |
| 6—11 | 4.152 |  |  | 4.110 |
| 12—14 | 1.998 |  |  | 1.904 |
| 15—17 | 1.886 |  |  | 1.845 |
| 18—24 | 2.652 |  |  | 2.945 |
| 60+ | 2.831 |  |  | 2.638 |
| Просек : | 26,6  |  |  | 26,9  |

| #   | Индикатор                                                                                        | Вредност |
| --- | ------------------------------------------------------------------------------------------------ | -------- |
| 1   | Становништво од 0 до 2 године                                                                    | 3393     |
| 2   | Мушко становништво од 0 до 2 године                                                              | 1756     |
| 3   | Женско становништво од 0 до 2 године                                                             | 1637     |
| 4   | Становништво са 3 и више година                                                                  | 48048    |
| 5   | Мушко становништво са 3 и више година                                                            | 23698    |
| 6   | Женско становништво са 3 и више година                                                           | 24350    |
| 7   | Становништво са 5 и више година                                                                  | 45575    |
| 8   | Мушко становништво са 5 и више година                                                            | 22467    |
| 9   | Женско становништво са 5 и више година                                                           | 23108    |
| 10  | Становништво са 12 и више година                                                                 | 36044    |
| 11  | Мушко становништво са 12 и више година                                                           | 17684    |
| 12  | Женско становништво са 12 и више година                                                          | 18360    |
| 13  | Становништво са 15 и више година                                                                 | 32142    |
| 14  | Мушко становништво са 15 и више година                                                           | 15686    |
| 15  | Женско становништво са 15 и више година                                                          | 16456    |
| 16  | Становништво са 18 и више година                                                                 | 28411    |
| 17  | Мушко становништво са 18 и више година                                                           | 13800    |
| 18  | Женско становништво са 18 и више година                                                          | 14611    |
| 19  | Становништво од 3 до 5 година                                                                    | 3742     |
| 20  | Мушко становништво од 3 до 5 година                                                              | 1862     |
| 21  | Женско становништво од 3 до 5 година                                                             | 1880     |
| 22  | Становништво од 6 до 11 година                                                                   | 8262     |
| 23  | Мушко становништво од 6 до 11 година                                                             | 4152     |
| 24  | Женско становништво од 6 до 11 година                                                            | 4110     |
| 25  | Становништво од 8 до 14 година                                                                   | 9570     |
| 26  | Мушко становништво од 8 до 14 година                                                             | 4837     |
| 27  | Женско становништво од 8 до 14 година                                                            | 4733     |
| 28  | Становништво од 12 до 14 година                                                                  | 3902     |
| 29  | Мушко становништво од 12 до 14 година                                                            | 1998     |
| 30  | Женско становништво од 12 до 14 година                                                           | 1904     |
| 31  | Становништво од 15 до 17 година                                                                  | 3731     |
| 32  | Мушко становништво од 15 до 17 година                                                            | 1886     |
| 33  | Женско становништво од 15 до 17 година                                                           | 1845     |
| 34  | Становништво од 18 до 24 године                                                                  | 5597     |
| 35  | Мушко становништво од 18 до 24 године                                                            | 2652     |
| 36  | Женско становништво од 18 до 24 године                                                           | 2945     |
| 37  | Женско становништво од 15 до 49 година                                                           | 11873    |
| 38  | Становништво са 60 и више година                                                                 | 5469     |
| 39  | Мушко становништво са 60 и више година                                                           | 2831     |
| 40  | Женско становништво са 60 и више година                                                          | 2638     |
| 41  | Однос између мушкараца и жена                                                                    | 97.96    |
| 42  | Становништво од нуле до 14 година                                                                | 19299    |
| 43  | Становништво од 15 до 64 године                                                                  | 28161    |
| 44  | Становништво од 65 година и више                                                                 | 3981     |
| 45  | Просечан број деце                                                                               | 3.13     |
| 46  | Становништво рођено у ентитету                                                                   | 48145    |
| 47  | Мушко становништво рођено у ентитету                                                             | 23928    |
| 48  | Женско становништво рођено у ентитету                                                            | 24217    |
| 49  | Становништво рођено у другом ентитету                                                            | 3057     |
| 50  | Мушко становништво рођено у другом ентитету                                                      | 1392     |
| 51  | Женско становништво рођено у другом ентитету                                                     | 1665     |
| 52  | Становништво од 5 година и више резидентно у ентитету у јуну 2005. године                        | 43563    |
| 53  | Мушко становништво старосног доба од 5 година и више, резидентно у ентитету у јуну 2005. године  | 21288    |
| 54  | Женско становништво старосног доба од 5 и више година, резидентно у ентитету у јуну 2005. године | 22275    |
| 55  | Становништво од 5 година и више које је живело у другом ентитету у јуну 2005. године             | 1287     |
| 56  | Мушко становништво старије од 5 година које је живело у другом ентитету у јуну 2005. године      | 682      |
| 57  | Женско становништво старије од 5 година које је живело у другом ентитету у јуну 2005. године     | 605      |
| 58  | Становништво од 3 године и више које говори аутохтони језик                                      | 20808    |
| 59  | Мушко становништво старо 3 године и више које говори аутохтони језик                             | 10507    |
| 60  | Женско становништво старо 3 године и више које говори аутохтони језик                            | 10301    |
| 61  | Становништво од 3 године и више које говори аутохтони језик и не говори шпански језик            | 527      |
| 62  | Мушко становништво старо 3 године и више које говори аутохтони језик и не говори шпански         | 156      |
| 63  | Женско становништво старо 3 године и више које говори аутохтони језик и не говори шпански језик  | 371      |
| 64  | Становништво старо 3 године и више које говори аутохтони језик и шпански                         | 20059    |
| 65  | Мушко становништво старо 3 године и више које говори аутохтони језик и шпански                   | 10251    |
| 66  | Женско становништво старо 3 године и више које говори аутохтони језик и шпански                  | 9808     |
| 67  | Становништво од 5 година и више које говори аутохтони језик                                      | 20034    |
| 68  | Становништво од 5 година и више које говори аутохтони језик и не говори шпански језик            | 423      |
| 69  | Становништво од 5 година и више које говори аутохтони језик и говори шпански језик               | 19392    |
| 70  | Становништво у домородачким домаћинствима                                                        | 28997    |
| 71  | Становништво са ограничењима у активностима                                                      | 2024     |
| 72  | Становништво са ограниченим ходањем или кретањем, горе или доле                                  | 999      |
| 73  | Становници са ограничењима вида, чак и уз кориштење сочива                                       | 547      |
| 74  | Становништво са ограничењима говора, комуникације или конверзације                               | 247      |
| 75  | Становништво са ограниченим слухом                                                               | 296      |
| 76  | Становништво са ограничењима при одевању, купању или јелу                                        | 88       |
| 77  | Становништво са ограничењима у опажању или учењу једноставних ствари                             | 132      |
| 78  | Становништво са менталним ограничењима                                                           | 229      |
| 79  | Становништво без ограничења активности                                                           | 49033    |
| 80  | Становништво од 3 до 5 година које не похађа школу                                               | 1212     |
| 81  | Мушко становништво од 3 до 5 година које не похађа школу                                         | 631      |
| 82  | Женско становништво од 3 до 5 година које не похађа школу                                        | 581      |
| 83  | Становништво од 6 до 11 година које не похађа школу                                              | 133      |
| 84  | Мушко становништво од 6 до 11 година које не похађа школу                                        | 72       |
| 85  | Женско становништво од 6 до 11 година које не похађа школу                                       | 61       |
| 86  | Становништво од 12 до 14 година које не похађа школу                                             | 271      |
| 87  | Мушко становништво од 12 до 14 година које не похађа школу                                       | 159      |
| 88  | Женско становништво од 12 до 14 година које не похађа школу                                      | 112      |
| 89  | Становништво од 15 до 17 година похађа школу                                                     | 2343     |
| 90  | Мушко становништво од 15 до 17 година похађа школу                                               | 1169     |
| 91  | Женско становништво између 15 и 17 година живота у школи                                         | 1174     |
| 92  | Становништво од 18 до 24 године похађа школу                                                     | 728      |
| 93  | Мушко становништво од 18 до 24 године похађа школу                                               | 322      |
| 94  | Женско становништво од 18 до 24 године похађа школу                                              | 406      |
| 95  | Становништво од 8 до 14 година које не може да чита и пише                                       | 537      |
| 96  | Мушко становништво старосног доба од 8 до 14 година које не може да чита и пише                  | 302      |
| 97  | Женско становништво старосног доби од 8 до 14 година које не може да чита и пише                 | 235      |
| 98  | Становништво од 15 година и више које је неписмено                                               | 3560     |
| 99  | Мушко становништво од 15 година и више које је неписмено                                         | 1388     |
| 100 | Женско становништво од 15 година и више које је неписмено                                        | 2172     |
| 101 | Становништво старо 15 и више година без школовања                                                | 2686     |
| 102 | Мушко становништво старо 15 и више година без школовања                                          | 1125     |
| 103 | Женско становништво старо 15 и више година без школовања                                         | 1561     |
| 104 | Становништво старосног доба 15 и више година са непотпуним основним образовањем                  | 6773     |
| 105 | Мушко становништво старосног доба од 15 година и више са непотпуном основним образовањем         | 3732     |
| 106 | Женско становништво старосног доба 15 и више година са непотпуном основним образовањем           | 3041     |
| 107 | Становништво старо 15 и више година са комплетним основним образовањем                           | 7299     |
| 108 | Мушко становништво старо 15 година и више са комплетним основним образовањем                     | 3786     |
| 109 | Женско становништво старо 15 и више година са комплетним основним образовањем                    | 3513     |
| 110 | Становништво старосног доба 15 и више година са непотпуним средњим образовањем                   | 1872     |
| 111 | Мушко становништво старосног доба од 15 година и више са непотпуним средњим образовањем          | 898      |
| 112 | Женско становништво старосног доба од 15 година и више са непотпуним средњим образовањем         | 974      |
| 113 | Становништво старо 15 и више година са пуним секундарном образовањем                             | 8438     |
| 114 | Мушко становништво старосног доба од 15 година и више са пуним секундарном образовањем           | 3723     |
| 115 | Женско становништво старосног доба од 15 година и више са пуним секундарном образовањем          | 4715     |
| 116 | Становништво старије од 18 година са постосновним образовањем                                    | 4103     |
| 117 | Мушко становништво старије од 18 година са постосновним образовањем                              | 1986     |
| 118 | Женско становништво старије од 18 година са постосновним образовањем                             | 2117     |
| 119 | Просечна оцена школовања                                                                         | 6.73     |
| 120 | Просечан ниво образовања мушке популације                                                        | 6.63     |
| 121 | Просечан ниво образовања женског становништва                                                    | 6.82     |
| 122 | Економски активно становништво                                                                   | 15764    |
| 123 | Економски активна мушка популација                                                               | 13133    |
| 124 | Економски активна женска популација                                                              | 2631     |
| 125 | Становништво које није економски активно                                                         | 20082    |
| 126 | Мушко становништво које није економски активно                                                   | 4407     |
| 127 | Женско становништво које није економски активно                                                  | 15675    |
| 128 | Запослено становништво                                                                           | 15342    |
| 129 | Запослено мушко становништво                                                                     | 12754    |
| 130 | Запослено женско становништво                                                                    | 2588     |
| 131 | Незапослена популација                                                                           | 422      |
| 132 | Незапослена мушка популација                                                                     | 379      |
| 133 | Незапослена женска популација                                                                    | 43       |
| 134 | Становништво без права на здравствене услуге                                                     | 9194     |
| 135 | Становништво које има право на здравствене услуге                                                | 42115    |
| 136 | Становништво које има право на ИМСС                                                              | 3316     |
| 137 | Становништво које има право на социјално осигурање                                               | 1365     |
| 138 | Становништво које има право на државно социјално осигурање                                       | 38       |
| 139 | Становништво које има право на опште осигурање или здравствено осигурање за нову генерацију      | 38058    |
| 140 | Становништво које је било једном или није било у браку током 12 година и више                    | 13060    |
| 141 | Венчано или уједињено становништво од 12 година и више                                           | 19735    |
| 142 | Становништво које је било у браку или уједињено 12 година и више                                 | 3199     |
| 143 | Становништво са католичком религијом                                                             | 39111    |
| 144 | Протестанти, еванђелисти и библијски следбеници различити од еванђелиста                         | 9624     |
| 145 | Становништво са другим религијама различитим од претходних                                       | 34       |
| 146 | Становништво без религије                                                                        | 1189     |
| 147 | Укупно пописаних домаћинства                                                                     | 11708    |
| 148 | Пописна домаћинства на челу са мушкарцима                                                        | 9386     |
| 149 | Пописна домаћинства на челу са женама                                                            | 2322     |
| 150 | Становништво у пописним домаћинствима                                                            | 51382    |
| 151 | Становништво у пописним домаћинствима на челу са мушкарцима                                      | 43456    |
| 152 | Становништво у пописним домаћинствима на челу са женама                                          | 7926     |
| 153 | Укупно домаћинстава                                                                              | 13555    |
| 154 | Укупно насељених домаћинстава                                                                    | 11726    |
| 155 | Укупно приватних кућа                                                                            | 13537    |
| 156 | Насељени приватни домови                                                                         | 11708    |
| 157 | Укупно насељених приватних кућа                                                                  | 11723    |
| 158 | Ненасељене приватне куће                                                                         | 1348     |
| 159 | Појединачна домаћинства за привремену употребу                                                   | 481      |
| 160 | Становници у насељеним приватним кућама                                                          | 51382    |
| 161 | Насељеност станара у приватним становима                                                         | 4.39     |
| 162 | Просечно становника по соби у приватним насељеним домаћинствима                                  | 1.46     |
| 163 | Појединачна домаћинства са подовима од различитих материјала од земље                            | 9018     |
| 164 | Појединачна домаћинства у приземљу                                                               | 2644     |
| 165 | Појединачна домаћинства са једном спаваћом собом                                                 | 5505     |
| 166 | Појединачна домаћинства са две спаваће собе и више                                               | 6163     |
| 167 | Појединачна домаћинства са једним собом                                                          | 1051     |
| 168 | Појединачна домаћинства са две собе                                                              | 3499     |
| 169 | Појединачна домаћинства са 3 собе и више                                                         | 7109     |
| 170 | Појединачна домаћинства која имају електрично светло                                             | 10087    |
| 171 | Појединачна домаћинства која немају електрично светло                                            | 1553     |
| 172 | Појединачна домаћинства која имају водоводну воду у стамбеном простору                           | 6819     |
| 173 | Појединачна домаћинства која немају водоводну воду у стамбеном простору                          | 4837     |
| 174 | Појединачна домаћинства која имају тоалет                                                        | 11371    |
| 175 | Појединачна домаћинства која имају канализацију                                                  | 7217     |
| 176 | Појединачна домаћинства која немају канализацију                                                 | 4429     |
| 177 | Појединачна домаћинства која имају електрично светло, довод воде из јавне мреже и канализацију   | 4663     |
| 178 | Појединачна домаћинства без икаквих услова                                                       | 2000     |
| 179 | Појединачна домаћинства која имају радио                                                         | 7523     |
| 180 | Појединачна домаћинства која имају телевизор                                                     | 6520     |
| 181 | Појединачна домаћинства која имају фрижидер                                                      | 4278     |
| 182 | Појединачна домаћинства која имају машину за веш                                                 | 2329     |
| 183 | Појединачна домаћинства која имају аутомобил или комби                                           | 1297     |
| 184 | Појединачна домаћинства која имају рачунар                                                       | 573      |
| 185 | Појединачна домаћинства која имају фиксну телефонску линију                                      | 890      |
| 186 | Појединачна домаћинства која имају мобилни телефон                                               | 2120     |
| 187 | Појединачна домаћинства која имају приступ интернету                                             | 300      |